# Elskling
Elskling er en norsk dramafilm fra 2024 skrevet og instrueret af Lilja Ingolfsdottir. Filmen var hendes instruktørdebut. Hovedrollerne spilles af Helga Guren og Oddgeir Thune. Filmen fik meget fine anmeldelser i både Norge og Danmark.

## Handling
Fyrre år gamle Maria har et krævende job i tilgift til fire børn. Hun er gift for anden gang, og ægtemanden Sigmund er meget bortrejst på grund af arbejdet. Derfor er Maria meget alene om hus og hjem, og hun bebrejder Sigmund for, at han ikke stiller op mere på hjemmebane. En aften bliver det til et heftigt skænderi, og Sigmund siger, at han gerne vil skilles.

## Medvirkende
- Helga Guren – Maria
- Oddgeir Thune – Sigmund
- Elisabeth Sand – Marias mor
- Marte Magnusdotter Solem – Marias veninde

## Modtagelse

### Norge
Aftenpostens anmelder gav filmen terningkast 5, og skrev, at filmen har «en uvanligt eksistentiel dybde og skildrer komplekser karakterer som mange kan identificere sig med». NRK P3s anmelder mente, at filmen er «[r]et og slet en mirakuløs præstation», og gav terningkast 6.

### Danmark
Berlingske gav fem hjerter i en anmeldelse med overskriften: "Elsker du dig selv? Uanset om svaret er ja eller nej, vil du elske denne film". Avisen mente også, at filmen gav en knivskarp dissekering af et parforhold og stod for en køkkenbordsrealisme, når den er allerbedst – og mest hjerteskærende. I dagbladet Information skrev Lone Nikolajsen, at filmen var et godt, og netop derfor næsten uudholdeligt, skilsmissedrama.